# Capnocytophaga
 (septembre 2013).
Capnocytophaga est un genre de bactérie gram négatif. 
Genre

## Taxonomie
Le terme Capnocytophaga vient de « capno » pour sa dépendance en CO2 et « cytophaga » pour sa flexibilité et sa mobilité par glissement (gliding motility). Il appartient à la famille des Flavobacteriaceae, ordre des Flavobactériales, classe des Flavobacteria, phylum des Bacteroidetes et domaine des Bacteria. Ce genre regroupe 8 espèces différentes : Capnocytophaga ochracea, Capnocytophaga gingivalis, Capnocytophaga granulosa, Capnocytophaga haemolytica, Capnocytophaga sputigena, Capnocytophaga leadbetteri (isolées de la cavité buccale de l’homme) et Capnocytophaga canimorsus et Capnocytophaga cynodegmi (isolées de la cavité buccale d’animaux). De nombreuses souches (AHN) ont également été décrites dont la classification reste incertaine.

## Isolement et identification bactériologiques
Le genre Capnocytophaga est composé de bacilles fusiformes, à coloration de gram négative, faisant partie de la flore commensale orale. L’observation au microscope révèle un grand polymorphisme, avec une variation de la taille et de l’aspect selon les souches et les conditions de culture. Ce polymorphisme se retrouve également lors de l’observation des colonies (colonies pigmentées orangées, s’étalant sur la gélose…). Les Capnocytophaga sont des bactéries capnophiles, qui ne peuvent donc vivre que dans des milieux où la teneur en gaz carbonique est supérieure à celle de l'atmosphère (au moins 5 % de CO2). Ils peuvent également se développer en atmosphère anaérobie. Ils nécessitent des milieux enrichis de type gélose au sang incubés à 37 °C. L’isolement de souches de Capnocytophaga à partir de prélèvements polymicrobiens est également possible sur milieux sélectifs contenant des antibiotiques. 
L’identification est effectuée grâce à différents tests biochimiques utilisés pour l’identification d’espèces bactériennes à coloration de Gram négative et par la détermination rapide de réactions enzymatiques. Le diagnostic est tardif à cause de la croissance lente et difficile de Capnocytophaga (48 à 72 h). Les techniques de biologie moléculaire se développent de plus en plus (PCR ARN 16s et séquençage), et la spectrométrie de masse apparait comme une méthode intéressante pour une bonne identification au genre. L’identification au rang d’espèce reste toujours difficile lorsqu’une seule méthode de diagnostic est utilisée.

## Pathogénicité
Capnocytophaga est considéré comme un genre comportant des espèces commensales, pathogènes opportunistes. Ce genre de bactéries est impliqué dans différents types d’infections dont la gravité sera dépendante de l’état du système immunitaire du patient. Les cas rapportés dans la littérature concernent aussi bien les patients immunodéprimés que les individus immunocompétents. Chez les sujets immunocompétents, ces bactéries appartiennent à la communauté bactérienne responsable d’infections parodontales affectant et détruisant les tissus de soutien de la dent (le parodonte). Les souches de Capnocytophaga sont souvent isolées à partir de poches parodontales mais aussi d’abcès apicaux et parodontaux, en association avec d’autres espèces bactériennes paropathogènes. 
Cette pathologie conduit au « déchaussement » des dents et ainsi qu’à leur perte. Elle peut causer d’autres pathologies largement rapportées dans la littérature, telles que des bactériémies, (pouvant se compliquer d’un choc septique), des infections de l’appareil locomoteur (ostéomyélite, arthrite), pulmonaires (pleuro-pneumopathie, abcès pulmonaire), digestives (péritonite), materno-fœtales (abcès ovarien, chorioamniotite), oculaires (conjonctivite), cardiaques (endocardites), ou cérébrales (méningites). C’est un genre cliniquement important en oncologie pédiatrique ou en hématologie clinique, en particulier lorsque les patients sont en aplasie).
Cela a d’ailleurs été confirmé par des études de microbiotes, où le genre Capnocytophaga a été retrouvé prédominant en cas de gingivites, halitose, cancers ou carcinomes.

## Résistance aux antibiotiques
Capnocytophaga est le plus souvent sensible aux antibiotiques, mais l’émergence de souches résistantes aux béta-lactamines a été observée dès les années 1980. Des gènes de résistance aux antibiotiques se sont progressivement propagés parmi d’autres espèces bactériennes pathogènes par transfert horizontal dans les populations bactériennes. La sensibilité aux différentes béta-lactamines a été décrite comme variable selon les souches de Capnocytophaga. Cette résistance est souvent liée à la production de bêta-lactamases.
La plupart des bêta-lactamases retrouvées chez Bacteroides, Prevotella ou Capnocytophaga  appartiennent à la classe A d’Ambler. Plusieurs bêta-lactamases, codées par le chromosome ou un plasmide et associées à des éléments génétiques mobiles, ont été décrites chez Capnocytophaga spp.  Les plus communes sont : CfxA3, CfxA2, CepA, CblA et/ou CSP-1,,, Bêta-lactamases « groupe CfxA ». Des souches de Capnocytophaga spp. résistantes aux céphalosporines de troisième génération, mais conservant une sensibilité à l’imipénème, la céfoxitine, et à l’association amoxicilline et acide clavulanique ont été décrites. Bien que les souches résistantes aient été le plus souvent isolées de simples cas de portage, leur prévalence devient cependant préoccupante,.
Les bêta-lactamases à large spectre du groupe CfxA (CfxA, CfxA2 et CfxA3) appartiennent au groupe 2e de Bush. Cette classe de bêta-lactamases inclut les enzymes avec une activité significative contre les céphalosporines et les monobactames, plutôt que les pénicillines. À la suite de la caractérisation de la bêta-lactamase CfxA chez B. vulgatus et de CfxA2 chez P. intermedia, il a été caractérisé, chez C. ochracea E201 une nouvelle bêta-lactamase du groupe 2e de Bush appelé CfxA3,. Le gène cfxA3 présente 99 % d’identité avec cfxA de B. vulgatus et cfxA2 de P. intermedia. L’analyse de la séquence nucléotidique de 966 bp montre que le gène codant la bêta-lactamase CfxA3 de C. ochracea E201 diffère du gène cfxA de B. vulgatus par une substitution de deux acides aminés (K272E et Y239D) et du gène cfxA2 de P. intermedia par une substitution d’un acide aminé (Y239D). En effet, CfxA3 diffère de CfxA2 en ayant un acide aspartique au lieu d'une tyrosine à la position 239 et de CfxA en ayant un acide glutamique au lieu d'une lysine à la position 272. 

### Bêta-lactamase CSP-1
En 2005, Handal et al., ont identifié une nouvelle bêta-lactamase de classe A d’Ambler appelée CSP-1, chez la souche C. sputigena NOR, résistante à l'amoxicilline et aux céphalosporines de première et deuxième génération. Cette nouvelle bêta-lactamase possède 32 % d’homologie avec CfxA, 41 % avec CblA et 38 % avec CepA. Elle est codée par le gène blaCSP-1. Le contenu en GC (38 %) de ce gène, son environnement génétique, l'absence de transfert de conjugaison et sa détection dans deux souches de référence suggèrent que c’est un gène de résistance intrinsèque situé sur le chromosome.

### Bêta-lactamases CepA et CblA
CepA (Chromosomal cephalosporinase from Bacteroides fragilis belonging to Ambler class A) est une céphalosporinase A endogène trouvée chez Bacteroides fragilis. Cette bêta-lactamase est ubiquitaire, cependant elle est fréquemment inactive. Elle est codée par le gène cepA qui semble être seulement transféré verticalement. 
CblA (Chromosomal β-lactamase from Bacteroides uniformis belonging to Ambler class A) est une céphalosporinase endogène spécifique à l'espèce de B. uniformis sensible à l’acide clavulanique. L’homologie entre les séquences protéiques de CepA et CblA est de 43 % et de 51 % entre les séquences nucléotidiques. Une comparaison avec la séquence protéique de CepA par alignement avec d’autres bêta-lactamases révèle la conservation d’au moins quatre éléments communs de la classe A d’Ambler. 

#### Résistance aux fluoroquinolones
Des mutations dans le gène gyrA (substitution acides aminés 80-86) ont été décrites chez des souches cliniques de C.gingivalis and C. sputigena ayant des CMIs > 1 mg/L,. 

#### Résistance acquise aux macrolides et apparentés
Des résistances ont été mises en évidence et imputées à la production d’enzymes responsables de la méthylation de l’ARNr = « erythromycin ribosomal methylase » (gènes erm(C ) et erm(F)) et empêchant ainsi la fixation de l’antibiotique sur sa cible.

## Autres résistances acquises
Selon les études, des sensibilités différentes ont été rapportées pour la rifampicine, le métronidazole, la vancomycine, les aminoglycosides, sans que le mécanisme en cause soit précisément décrit.

## Traitement des infections
La fréquence élevée de souches produisant des bêta-lactamases limite l'utilisation des béta-lactamines comme traitement de première intention, ce qui sous-tend la nécessité de tester la sensibilité in vitro des souches cliniques. De nombreux traitements antimicrobiens ont été utilisés, en dépit d'une absence d'études randomisées et des lignes directrices relatives à la durée du traitement en fonction de sites infectés. L’imipénème/cilastatine, la clindamycine ou des combinaisons contenant un inhibiteur de bêta-lactamases sont toujours efficaces et leur utilisation peut être recommandée,.